# Клан Фрейзер
Клан Фрейзер — (шотл. — Clan Fraser) — один из равнинных кланов Шотландии (Лоуленда). Следует различать клан Фрейзер и клан Фрейзер из Ловата — это отдельные кланы, хоть и родственные. Оба клана имеют собственных вождей, признанных Постоянным Советом вождей шотландских кланов.
- Лозунг клана: «Вся моя надежда на Бога»
- Символ клана: дерево Тис.

## История клана Фрейзер

### Происхождение клана Фрейзер
Считается, что клан Фрейзер происходит из Франции, из провинции Анжу. Есть легенда, что Фрейзер (Фразер) — это племя, которое жило в древней Галлии. Символом этого племени была земляника. Первые люди из клана Фрейзер появились в Шотландии в 1160 году, когда Саймон Фрайзер (Симон Фразер) (шотл. — Simon Fraser) поселился в землях Кейт (шотл. — Keith), что в Восточном Лотиане.

### XIV век — война за независимость Шотландии
Прошло пять поколений после первого Саймона Фрейзера, когда другой Саймон Фрейзер поддержал короля Роберта Брюса в его борьбе за независимость Шотландии. Он попал в плен к англичанам и был казнен в Лондоне по приказу английского короля Эдуарда I Длинноногого в сентябре 1306 года. Двоюродный брат Саймона Фрейзера, Александр Фрейзер из Коуи (ум. 1332), был камергером шотландского короля Роберта Брюса. Он женился на сестре Роберта Брюса — Мэри Брюс (ок. 1282—1323). Младшим братом Александра Фрейзера был сэр Саймон Фрейзер. От него происходят вожди клана Фрейзер из Ловата. Одним из его внуков был Александр Фрейзер из Коуи и Дурриса. Он приобрел замок Кэрнбалг (шотл. — Cairnbulg Castle) и земли Филорт (шотл. — Philorth) вследствие брака с Джоан, младшей дочерью графа Росса в 1375 году.

### Ветвь Фрейзер из Филорта
В 1592 году сэр Александр Фрейзер из Филорта получил титул, устав и права от короля Шотландии Якова VI Стюарта в рыбацком поселке Файхли (шотл. — Faithlie), который позже превратился в город Фрейзербург (шотл. — Fraserburgh). Сэр Александр Фрейзер получил права основать университет в городе, но эта идея так и не была воплощена по причине религиозных конфликтов того времени.
8-й лорд Филорт построил замок Фрейзербург, что позже был превращен в маяк Киннайрд. Замки Филортов позднее были выкуплены 19-м лордом Салтоном.

### Лорды Салтон
9-й лорд Филорт вступил в брак с наследницей лордов Салтон из Абернети. Их сын Александр Фрейзер, стал 11-м лордом Солтауном. Он был тяжело ранен в битве при Вустере (шотл. — Worcester) в 1651 году. Его спас слуга — Джеймс Кардно (шотл. — James Cardno). В 1666 году 11-й лорд Салтон построил Филорт-хаус в Фрейзербурге. Этот замок оставался резиденцией лордов, пока не сгорел в 1915 году.
Сэр Александр Фрейзер из Дурриса был личным врачом короля Англии Карла II Стюарта. Сэр Александр Фрейзер из Дурриса получил образование в Абердине и сопровождал будущего короля во время военных действий 1650 года. После реставрации монархии в 1660 году он стал депутатом шотландского парламента, он упоминается в дневниках Сэмюэла Пипса. Клан Фрейзер не принимал никакого участия в восстаниях якобитов, хотя их родственники из клана Фрайзер из Ловата поддерживали восстание.

### ХІХ — XX века
Александр Фрейзер, 17-й лорд Салтон (1785—1853), командовал британской гвардией во время битвы под Ватерлоо в 1815 году. Александр Фрейзер, 20-й лорд Салтон (1886—1979), принимал участие в Первой мировой войне и попал в немецкий плен. В 1936 году он стал членом палаты лордов Великобритании.
Нынешний вождь — Марджори Флора Фрейзер (род. 1930), 20-я леди Салтон из Абернети (с 1979 года).